# Vincenzo Abbagnale
Vincenzo Abbagnale (Scafati, 13 marzo 1993) è un canottiere italiano.

## Biografia

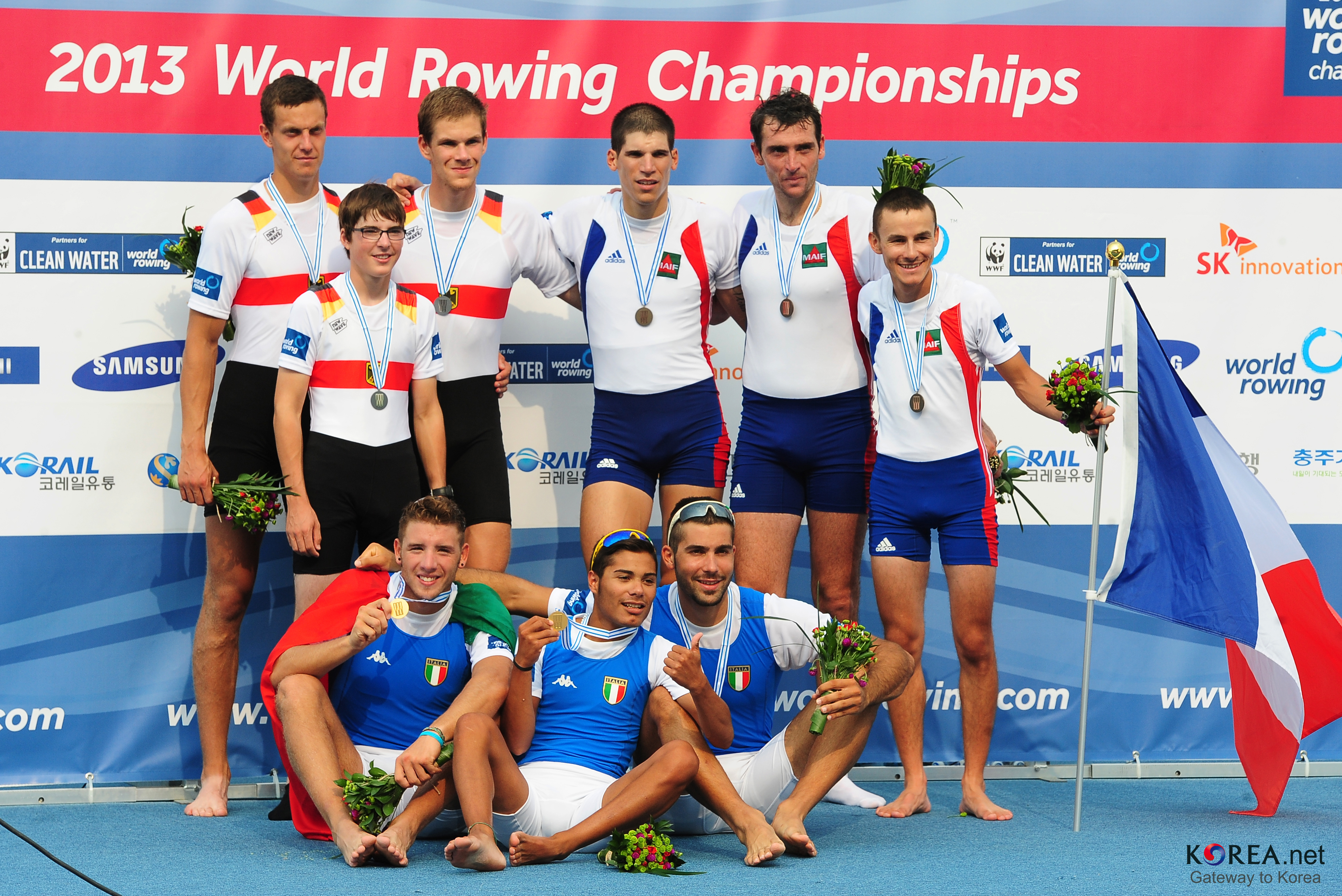
Vincenzo Abbagnale ai mondiali coreani dei 2013.

È figlio dello storico canottiere olimpionico italiano Giuseppe Abbagnale.
Inizia la sua carriera nel 2004, all'età di undici anni, presso il Circolo Nautico Stabia (CN Stabia). Fino ai 16 anni conquista già 6 titoli italiani.
Dal luglio 2014 è arruolato in qualità di atleta, nel gruppo sportivo della Marina Militare.
A soli 16 anni esordisce in campo internazionale con il primo Campionato del mondo Junior a Brive-la-Gaillarde conquistando la medaglia di bronzo.
Seguiranno altre due medaglie di bronzo ai due successivi Campionati mondiali Junior negli anni 2010 e 2011. 
Partecipa così a mondiali giovanili fino al 2012.
Il 2013 è l'anno in cui emerge a livello mondiale. Conquista infatti, nello stesso anno, ben due Campionati del mondo, uno nella categoria Under 23, e uno pochi mesi più tardi, nella categoria Assoluti.
Nel 2014, si riconferma Campione del Mondo nella specialità del Quattro senza Under 23 e, nel 2015, ancora Under 23, qualifica, come capovoga dell'8 con, la barca alle Olimpiadi di Rio 2016.
Nel 2016 viene squalificato a poche settimane dalle Olimpiadi 2016 a Rio de Janeiro perché non si era sottoposto a tre controlli antidoping. Rientra in attività nel 2017.
Nel 2017, Vincenzo partecipa ai Campionati del mondo Assoluti nella stessa storica specialità di suo padre Giuseppe, a Sarasota, Florida classificandosi al 5º posto nella specialità Due con. 
Nel 2018, continuando l'impegno con la nazionale italiana, partecipa ai Campionati Europei di Glasgow (Scozia) classificandosi al 4º posto nella specialità Quattro senza.
Conquista in questi anni un totale di 24 titoli di Campione d’Italia.
Nel 2021 ha rappresentato l'Italia ai Giochi olimpici estivi di Tokyo 2020, nella specialitá 2 senza.
Nel 2024, come capovoga, qualifica l’Ammiraglia italiana ( 8 con ) ai Giochi Olimpici di Parigi 2024, classificandosi poi in questi ultimi al 7º posto.
Fa la sua seconda apparizione olimpica a Parigi 2024, dove gareggia nell'8.

## Palmarès

### Campionati del mondo
| Anno | Categoria | Manifestazione       | Sede               | Evento        | Risultato |
| ---- | --------- | -------------------- | ------------------ | ------------- | --------- |
| 2009 | Juniores  | Campionati del mondo | Brive-la-Gaillarde | Otto          | Bronzo    |
| 2010 | Juniores  | Campionati del mondo | Račice             | Otto          | Bronzo    |
| 2011 | Juniores  | Campionati del mondo | Eton               | Quattro con   | Bronzo    |
| 2013 | Under 23  | Campionati del mondo | Linz               | Quattro con   | Oro       |
| 2013 | Assoluti  | Campionati mondiali  | Chungju            | Due con       | Oro       |
| 2014 | Under 23  | Campionati del mondo | Varese             | Quattro senza | Oro       |

### Campionati italiani
In carriera ha conquistato 24 titoli italiani.